# NGC 5987
NGC 5987 (другие обозначения — UGC 9971, MCG 10-22-32, ZWG 297.26, IRAS15387+5814, PGC 55740) — спиральная галактика (Sb) в созвездии Дракон.
Этот объект входит в число перечисленных в оригинальной редакции «Нового общего каталога».